# Пржевальский, Станислав Иванович
Станислав Иванович Пржевальский (1912—1988) — советский легкоатлет, специализировавшийся на беговых дисциплинах (бег на средние и длинные дистанции, барьерный бег), чемпион и призёр чемпионатов СССР, рекордсмен СССР, Заслуженный мастер спорта СССР (1948).

## Биография
Родился 22 мая 1912 года в Витебске.
Выступал за клубы «Медик» (Ленинград) и ЦДКА (Москва). Тренировался под руководством Дмитрия Пугачёва-Ионова. В 1946 и 1947 годах становился победителем кросса на призы газеты «Юманите» в командном зачёте. В личном зачёте на этих соревнованиях в 1946 году занял 4-е место, 1947 году стал серебряным призёром.
Участвовал в Великой Отечественной войне, был тяжело ранен. Был награждён Орденом Отечественной войны II степени (1985), Орденом Красной Звезды (1945), медалями «За победу над Германией в Великой Отечественной войне 1941—1945 гг.» (1945), «За оборону Москвы» (1945) и другими медалями.

## Выступления на чемпионатах СССР
- Чемпионат СССР по лёгкой атлетике 1936 года:
  - Бег на 5000 метров —  (15.25,3);
  - Бег на 10 000 метров —  (32.59,2);
- Чемпионат СССР по лёгкой атлетике 1937 года:
  - Бег на 5000 метров —  (15.20,8);
- Чемпионат СССР по лёгкой атлетике 1939 года:
  - Бег на 1500 метров —  (4.02,4);
- Чемпионат СССР по лёгкой атлетике 1940 года:
  - Бег на 800 метров —  (1.55,2);
  - Бег на 1500 метров —  (4.03,8);
- Чемпионат СССР по лёгкой атлетике 1943 года:
  - Бег на 1500 метров —  (4.00,8);
  - Бег на 5000 метров —  (15.01,6);
- Чемпионат СССР по лёгкой атлетике 1944 года:
  - Бег на 1500 метров —  (4.05,4);
  - Бег на 5000 метров —  (15.00,6);
- Чемпионат СССР по лёгкой атлетике 1945 года:
  - Бег на 1500 метров —  (3.57,6);
  - Бег на 5000 метров —  (15.00,6);
- Чемпионат СССР по лёгкой атлетике 1946 года:
  - Бег на 1500 метров —  (3.59,4);
  - Бег на 10 000 метров —  (31.16,8);
  - Бег на 3000 метров с препятствиями —  (9.17,2);

## Рекорды СССР
- Бег на 1500 метров — 3.56,0 (1940);
- Бег на 2000 метров — 5.22,0 (1945);
- Бег на 3000 метров — 8.25,8 (1945);
- Эстафета 4×800 м — 7.51,2 (1944);
- Эстафета 4×1500 м — 16.08,4 (1945).